# Nędza
Nędza (deutsch Buchenau; 1910–1914 Nensa; bis 1910 Nendza) ist ein Dorf im Powiat Raciborski der Woiwodschaft Schlesien in Polen. Es ist Sitz der gleichnamigen Landgemeinde mit 7446 Einwohnern (Stand 31. Dezember 2020).
Es liegt im Westen der Woiwodschaft am Oberlauf der Oder.

## Geschichte

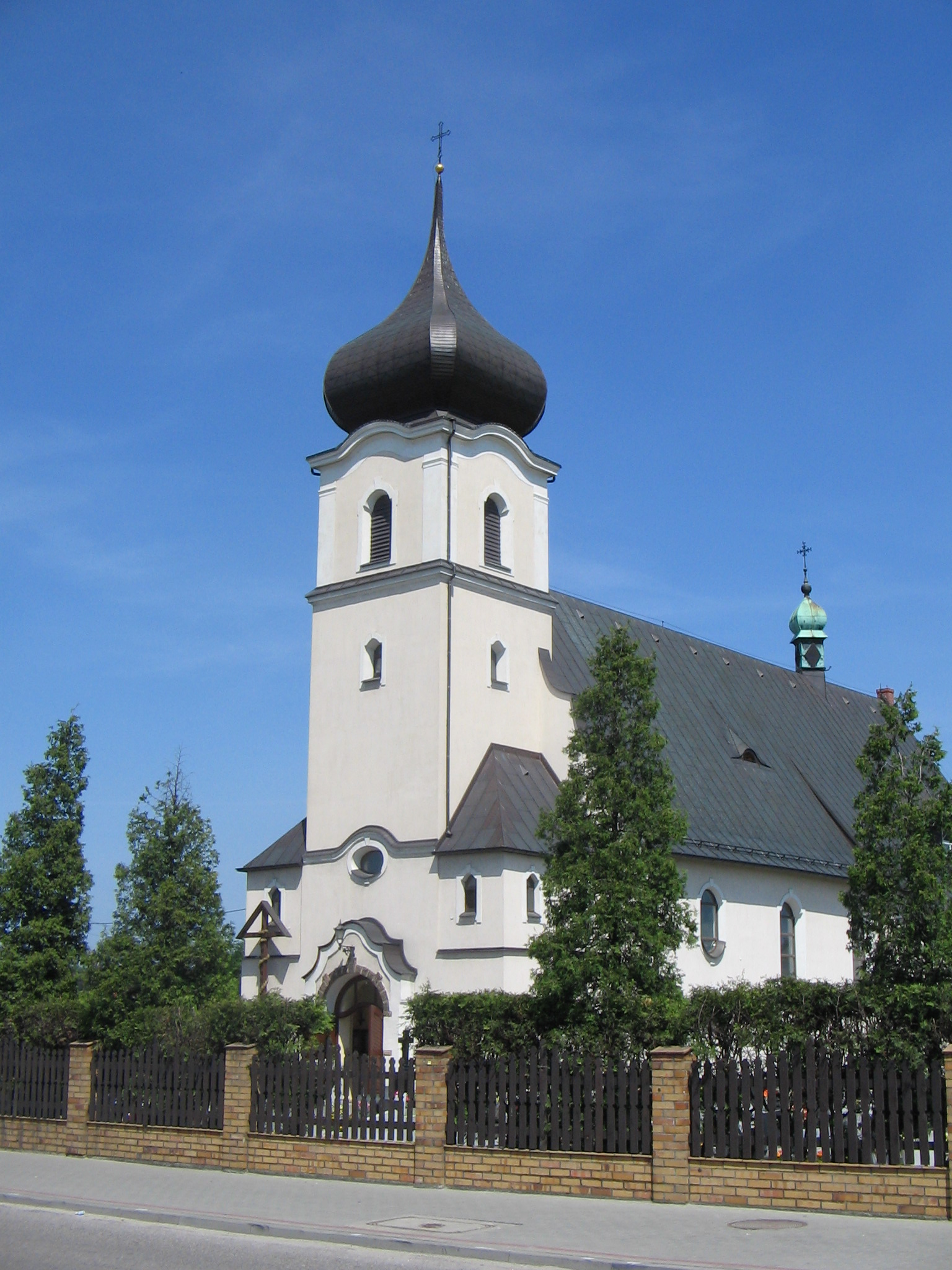
Katholische Pfarrkirche

Zu Beginn des 17. Jahrhunderts gründete Hans Freiherr von Mettich anstelle eines abgelassenen Teiches in einem Waldgebiet das Dorf Nendza.
1742 wurde Nendza preußisch und 1816 dem Landkreis Ratibor zugeordnet. Das Dorf war nach Markowitz eingepfarrt.
1910 wurde die Schreibweise Nensa amtlicher Ortsname; 1914 wurde das Dorf schließlich in Buchenau umbenannt.
Nach dem Ersten Weltkrieg wurde 1921 während blutiger Aufstände in einer Volksabstimmung über die staatliche Zugehörigkeit Oberschlesiens entschieden. In Buchenau (Nensa) wurden 472 bzw. 71,95 % der gültigen Stimmen für den Verbleib bei Deutschland abgegeben. Buchenau verblieb in Deutschland, wurde aber Grenzort. 1926 wurde eine eigenständige Parochie Buchenau gegründet und der Kirchenbau von 1908 in der Folge ausgebaut.
Nach dem Zweiten Weltkrieg wurde Buchenau in den polnischen Staat eingegliedert und der Ortsname in Nędza geändert.
Da nicht alle deutschen Bewohner geflohen waren oder vertrieben wurden, konnte sich in der Gegend eine deutschstämmige Minderheit halten. So gehören laut der letzten polnischen Volkszählung von 2002 10,47 % der Gemeindebevölkerung der deutschen Minderheit an, weitere 8,10 % bezeichneten sich als „Schlesier“.

## Gemeinde
Zur Landgemeinde (gmina miejsko-wiejska) Nędza gehören sieben Dörfer mit Schulzenämtern.      
In der Gemeinde liegt das Naturschutzgebiet Łężczok.

## Verkehr
Der Bahnhof Nędza liegt am Abzweig der Bahnstrecke Katowice–Nędza von der Bahnstrecke Kędzierzyn-Koźle–Bohumín.

## Persönlichkeiten
- Alojzy Marcol (1931–2017), römisch-katholischer Priester und Professor.